# Hipparchia malickyi
Hipparchia malickyi är en fjärilsart som beskrevs av Otakar Kudrna 1977. Hipparchia malickyi ingår i släktet Hipparchia och familjen praktfjärilar. Inga underarter finns listade i Catalogue of Life.